# سد اردا
سد اردا (به عربی: سد عردة) یک منطقهٔ مسکونی در عربستان سعودی است که در طائف واقع شده‌است.